# Curva di Phillips
In macroeconomia, la curva di Phillips è una relazione inversa tra il tasso di inflazione e il tasso di disoccupazione. Essa afferma che un aumento della disoccupazione risulta correlato a un relativo decremento del saggio dei prezzi cioè della domanda aggregata.

## Le origini della curva
L'economista neozelandese Alban William Phillips (1914 – 1975), nel suo contributo del 1958 The relationship between unemployment and the rate of change of money wages in the UK 1861-1957 (La relazione tra disoccupazione e il tasso di variazione dei salari monetari nel Regno Unito 1861-1957), pubblicato su Economica, rivista edita dalla London School of Economics, osservò una relazione inversa tra le variazioni dei salari monetari e il livello di disoccupazione nell'economia del Regno Unito nel periodo preso in esame. Analoghe relazioni vennero presto osservate in altri paesi e, nel 1960, Paul Samuelson e Robert Solow, a partire dal lavoro di Phillips, proposero un'esplicita relazione tra inflazione e disoccupazione: allorché l'inflazione era elevata, la disoccupazione era modesta, e viceversa.
(Robert Solow)
L'economista statunitense Irving Fisher, già negli anni venti aveva proposto una relazione simile a quella descritta dalla Curva. Tuttavia, la versione originariamente proposta da Phillips descriveva il comportamento dei salari monetari, comunque strettamente connessi all'inflazione. A motivo di ciò, secondo alcuni, la curva di Phillips dovrebbe essere più propriamente chiamata curva di Fisher.
Negli anni immediatamente successivi al contributo del 1958 di Phillips, diversi economisti nei Paesi maggiormente industrializzati furono convinti del fatto che i risultati di Phillips indicassero una relazione stabile, permanente, tra inflazione e disoccupazione. Un'implicazione di questa conclusione per la politica economica sarebbe stata che i governi avrebbero potuto controllare inflazione e disoccupazione, tramite una politica keynesiana, dovendo semplicemente risolvere un problema di trade-off tra i due obiettivi della politica economica, scegliendo un punto sulla curva di Phillips dove posizionare il sistema economico.

## Stagflazione
Tuttavia nel 1970, molti Paesi sperimentarono elevati livelli di inflazione e disoccupazione, fenomeni noti con il termine di stagflazione. Le teorie basate sulla curva di Phillips non erano quindi in grado di giustificare tale osservazione, e la curva di Phillips divenne oggetto di attacchi da parte di un gruppo di economisti, capeggiato da Milton Friedman, secondo i quali l'evidente fallimento delle politiche basate sulla curva richiedesse il ritorno a politiche economiche non interventiste, di libero mercato. Di conseguenza, l'idea che sussistesse una relazione semplice, prevedibile e persistente tra inflazione e disoccupazione fu abbandonata da gran parte dei macroeconomisti.
Alcuni studiosi credono che la ragione principale che ha causato il fallimento della curva di Phillips sia la sua origine statistica basata su dati solo britannici e tedeschi.
Altri, invece, dimostrano come il fallimento della curva di Phillips valga sempre e comunque, proprio secondo l'indagine empirica e generale base della scienza economica. È probabile che la causa della scomparsa vada rintracciata nel fatto che «coloro che fiss[av]ano i salari [avevano] cambiato il modo di formulare le aspettative sull'inflazione».

## La curva di Phillips, NAIRU e le aspettative razionali

Curva di Phillips nel lungo periodo (LRPC)

Nuove teorie quali quella sulle aspettative razionali (NAIRU) (non-accelerating inflation rate of unemployment) sono nate per cercare di spiegare la stagflazione. In particolare la NAIRU, detta anche teoria del livello naturale di disoccupazione, distingue tra curve di Phillips di breve o di lungo periodo.
La curva PC (Phillips curve) nel breve termine sembra come una normale curva PC, ma traslata in quanto nel lungo periodo le aspettative cambiano (come nel diagramma). Nel lungo periodo, solo un costante tasso di disoccupazione (il Nairu, tasso naturale di disoccupazione) è collegato a un tasso di inflazione stabile. La curva di Phillips nel lungo periodo è così verticale, così non c'è alcun trade-off (costo-opportunità) tra inflazione e disoccupazione.
Nel diagramma, la Curva di Phillips di lungo periodo è la linea rossa verticale. La teoria del NAIRU dice che il tasso di disoccupazione è situato al di sotto di questa linea, in quanto dopo il cambiamento A, le aspettative di inflazione aumenteranno. Questo sposterà la Curva di Phillips del breve periodo in alto, come indicato dalla freccia indicata con B. Questo creerà un peggiore trade-off tra disoccupazione e inflazione. In questo modo ci sarà una maggiore inflazione a ogni livello del tasso di disoccupazione rispetto a prima. Così, spostandoci al problema delle "accelerazioni di inflazione" endogene, la teoria spiega la stagflazione.
Il nome "NAIRU" (tasso naturale di disoccupazione) nasce dal fatto che con una disoccupazione effettiva al di sotto di esso, l'inflazione accelera, con una disoccupazione al di sopra di esso decelera. Con il tasso attuale di disoccupazione pari al NAIRU l'inflazione è stabile, non accelera e non decelera.
La teoria delle aspettative razionali dice che le aspettative dell'inflazione sono uguali a ciò che effettivamente succede, con alcuni minori errori temporali. Ciò suggerisce che il breve periodo è così breve da essere inesistente: ogni sforzo di ridurre la disoccupazione al di sotto del NAIRU, ad esempio, causerebbe immediatamente un aumento dell'inflazione attesa e implicherebbe un fallimento della politica. La disoccupazione non devierebbe mai dal NAIRU salvo errori casuali e transitori nella formazione delle aspettative sul tasso di inflazione futuro. In questa prospettiva, ogni deviazione dall'attuale tasso di disoccupazione dal NAIRU era una illusione.
In ogni caso nel 1990 negli USA divenne sempre più chiaro che il NAIRU non ha un unico equilibrio e che può cambiare in differenti modi. Nei tardi anni '90 il tasso naturale di disoccupazione scese al disotto del 4% della forza lavoro, molto al di sotto di ogni stima del NAIRU. Ma l'inflazione rimase moderata invece che accelerare. Così come la curva di Phillips, anche il NAIRU divenne argomento di dibattito.
Successivamente, il concetto di aspettative razionali divenne un argomento di cui dubitare quando fu chiaro che la più importante assunzione su cui si basava il modello era che ci fosse un singolo (unico) equilibrio nell'economia, oltre il tempo e indipendente da condizioni della domanda. L'esperienza degli anni '90 suggerisce che questa assunzione non può essere suffragata.

## La curva di Phillips oggi

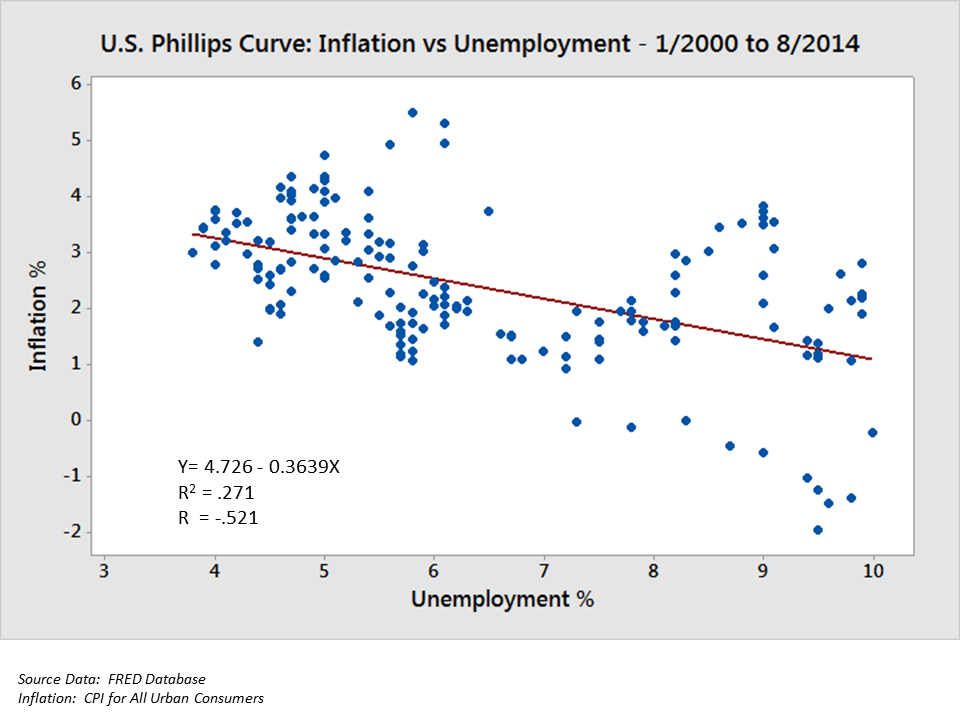
Il tasso di inflazione e la disoccupazione negli USA tra il mese di gennaio del 2000 e l'agosto del 2014

Benché alcuni economisti continuino a ricorrere alla curva di Phillips, altri preferiscono non impiegarla, in quanto tale modello è considerato troppo semplicistico per le variabili presenti nel mercato odierno. Tuttavia, al contrario della curva di Phillips statica che fu popolare negli anni '60, la nuova curva può sopportare alcuni cambiamenti, così che seguire una certa politica può avere differenti risultati in differenti periodi temporali; il trade-off può peggiorare (come negli anni '70) o migliorare (come negli anni '90).
Questo può essere visto in un'analisi dell'inflazione e dei dati della disoccupazione nel 1952-1953 negli Stati Uniti. Non c'è una singola curva che sia adeguata ai dati, ma ci sono tre sufficienti approssimazioni aggregate: 1955-71, 1974-84 e 1985-92, ognuna delle quali mostra un generale e decrescente andamento, ma traslate a tre livelli differenti. I dati del 1953-54 e 1972-73 non si possono raggruppare facilmente e una più formale analisi porterebbe a cinque gruppi/curve sul periodo considerato.
Nel 1993 Paul Ormerod usò i dati del 1953-92 per adattare statisticamente la curva di Phillips alle relazioni tra inflazione e disoccupazione, non ai tassi, ma alla "variazione dei tassi"; mostrando una valida relazione per l'intero periodo.
π=π°(u-u*)

## Il modello del Triangolo di Gordon
Robert J. Gordon della Northwestern University ha analizzato la curva di Phillips per produrre quello che chiama triangle model, in cui il tasso di inflazione è determinato dalla somma di
1. inflazione di breve termine della Curva di Phillips,
2. shock sull'offerta, e
3. built-in inflation.

Quest'ultimo fattore riflette le aspettative di inflazione e la spirale prezzi-salari. Gli shock sull'offerta e i cambiamenti di built-in inflation sono i fattori principali che spostano la Curva di Phillips nel breve termine e cambiano il trade-off. In questa teoria, non sono solo le aspettative di inflazione che possono causare la stagflazione. Per esempio, l'ascesa ripida dei prezzi del petrolio negli anni 1970 potrebbe avere questo risultato.
I cambiamenti nella built-in inflation seguono la logica partial-adjustment che sta dietro la maggior parte delle teorie del NAIRU:
1. Bassa disoccupazione incoraggia alta inflazione, come nella curva di Phillips semplice. Ma se la disoccupazione rimane bassa e l'inflazione resta alta "per un lungo periodo", come alla fine degli anni 1960 negli Stati Uniti, sia le aspettative di inflazione sia la spirale prezzi-salari accelerano. Questo trasla la curva di Phillips di breve termine in alto e verso destra, così che si osserva una inflazione maggiore per ogni livello del tasso di disoccupazione. (Questo è lo spostamento "B" nel diagramma.)
2. L'alta disoccupazione incoraggia bassa inflazione, ancora con una semplice curva di Philips. Ma se la disoccupazione rimane alta e l'inflazione resta bassa per un periodo prolungato, come agli inizi degli anni '80 negli Stati Uniti, sia le aspettative di inflazione sia la spirale salari/prezzi rallentano. Questo sposta la curva di Philips di breve periodo verso il basso e verso sinistra, cosicché si osserva una inflazione minore per ogni livello del tasso di disoccupazione.

Tra queste due situazioni si trova il NAIRU, in cui la curva di Phillips non ha alcuna tendenza intrinseca a spostarsi, per cui il tasso di inflazione è stabile.  Comunque, sembra esserci una relazione nella fascia tra "alto" e "basso" in cui la built-in inflation resta stabile. I limiti di questa "fascia di tassi di disoccupazione che non accelerano l'inflazione" si modificano nel tempo.

## Questioni teoriche
La curva di Phillips iniziò come osservazione empirica in cerca di una spiegazione teorica. Ci sono diverse importanti spiegazioni per questa regolarità nel breve periodo della curva di Phillips.
Per Milton Friedman c'è una correlazione di breve termine tra shock inflattivi e occupazione. Quando una sorpresa inflazionistica si verifica, i lavoratori sono spinti ad accettare comunque una paga più bassa perché non si rendono conto immediatamente della perdita di potere d'acquisto dei salari (quindi della caduta del salario reale). Le aziende li assumono perché ritengono che l'inflazione permetta maggiori profitti a parità di salario nominale. Abbiamo così un movimento lungo la curva di Phillips come nel cambiamento "A". A un certo punto, i lavoratori si accorgono che i salari reali sono scesi, per cui spingono per salari più alti. Questo causa uno spostamento della curva di Phillips verso l'alto e verso destra, come nel cambiamento "B".
Alcuni economisti confutano questa teoria perché implica che i lavoratori soffrano di illusione monetaria. Una delle caratteristiche della moderna economia industriale è comunque quella che i lavoratori non incontrano i datori di lavoro in un mercato perfetto di concorrenza perfetta, ma operano in una complessa combinazione di mercati imperfetti, monopoli, monopsoni, con presenza di sindacati, e altre istituzioni. In molti casi, possono mancare di forza di negoziazione per "agire" in base alle loro aspettative, indipendentemente da quanto siano razionali, dalle loro percezioni, da quanto siano liberi da illusioni monetarie. Non è l'alto livello di inflazione che causa la bassa disoccupazione (come nella teoria di Milton Friedman) né viceversa. Il basso livello di disoccupazione incrementa il potere negoziale dei lavoratori, permettendogli di spingere per maggiori salari nominali. Per proteggere i profitti, i datori di lavoro alzano i prezzi, per cui la bassa disoccupazione causa inflazione.
In modo simile, la built-in inflation non è semplicemente una questione di "aspettative inflazionistiche" soggettive ma determina anche che l'alta inflazione può raccogliere slancio e continuare oltre il momento in cui si è avviata a causa dell'oggettiva spirale prezzi-salari.